# Aljaksej Iwanou
Aljaksej Iwanou (belarussisch Аляксей Аляксеевіч Іваноў; * 17. Mai 1980 in Wizebsk) ist ein ehemaliger belarussischer Skilangläufer.

## Karriere
Iwanou nahm von 2004 bis 2015 an Wettbewerben der Fédération Internationale de Ski teil. Seine beste Platzierung bei den nordischen Skiweltmeisterschaften 2005 in Oberstdorf war der 46. Platz im 50-km-Massenstartrennen. Im Februar 2005 lief er in Reit im Winkl sein erstes Weltcuprennen, welches er mit dem 64. Platz im Sprint beendete. Seine besten Ergebnisse bei den nordischen Skiweltmeisterschaften 2007 in Sapporo waren der 36. Platz im 50-km-Massenstartrennen und der 13. Rang in der Staffel. Seit 2008 tritt er vorwiegend beim Skilanglauf-Marathon-Cup an. 2009 gewann er erstmals beim Demino Ski Marathon. Im November 2009 schaffte er in Beitostølen mit dem 39. Platz über 15 km Freistil sein bisher bestes Weltcupeinzelergebnis. Im weiteren Saisonverlauf siegte er beim Demino Ski Marathon, beim Murmansk Skimarathon und beim Avacha Ski Marathon. Bei den Olympischen Winterspielen 2010 in Vancouver belegte er den 60. Platz über 15 km Freistil, den 48. Rang im 30-km-Verfolgungsrennen und den 45. Platz im 50-km-Massenstartrennen. In der Saison 2011/12 gewann er den Transjurassienne und belegte beim Dolomitenlauf den zweiten Platz. Seine besten Resultate bei den nordischen Skiweltmeisterschaften 2013 im Val di Fiemme waren der 22. Platz über 15 km Freistil und der 14. Rang in der Staffel. Bei den Olympischen Winterspielen 2014 in Sotschi erreichte er den 46. Platz im 50-km-Massenstartrennen und den 14. Rang in der Staffel. Im April 2014 siegte er beim Ugra Skimarathon über 50 km Freistil.

## Erfolge

### Siege bei Worldloppet-Cup-Rennen
Anmerkung: Vor der Saison 2015/16 hieß der Worldloppet Cup noch Marathon Cup.
| Nr. | Datum            | Ort     | Rennen           | Disziplin                  |
| --- | ---------------- | ------- | ---------------- | -------------------------- |
| 1.  | 8. Februar 2009  | Lamoura | Transjurassienne | 76 km Freistil Massenstart |
| 2.  | 12. Februar 2012 | Lamoura | Transjurassienne | 70 km Freistil Massenstart |

### Sonstige Siege bei Skimarathon-Rennen
- 2009 Demino Ski Marathon, 50 km Freistil
- 2010 Demino Ski Marathon, 50 km Freistil
- 2010 Murmansk Skimarathon, 50 km Freistil
- 2010 Avacha Ski Marathon, 50 km Freistil
- 2014 Ugra Skimarathon, 60 km Freistil

## Teilnahmen an Weltmeisterschaften und Olympischen Winterspielen

### Olympische Spiele
- 2010 Vancouver: 45. Platz 50 km klassisch Massenstart, 48. Platz 30 km Verfolgung, 60. Platz 15 km Freistil
- 2014 Sotschi: 14. Platz Staffel, 46. Platz 50 km Freistil Massenstart

### Nordische Skiweltmeisterschaften
- 2005 Oberstdorf: 46. Platz 50 km klassisch Massenstart, 55. Platz Sprint klassisch, 60. Platz 30 km Verfolgung, 67. Platz 15 km Freistil
- 2007 Sapporo: 13. Platz Staffel, 36. Platz 50 km klassisch Massenstart, 50. Platz Sprint klassisch, 57. Platz 30 km Verfolgung, 73. Platz 15 km Freistil
- 2013 Val di Fiemme: 14. Platz Staffel, 22. Platz 15 km Freistil, 42. Platz 50 km klassisch Massenstart